# Villa Emma (Neapel)

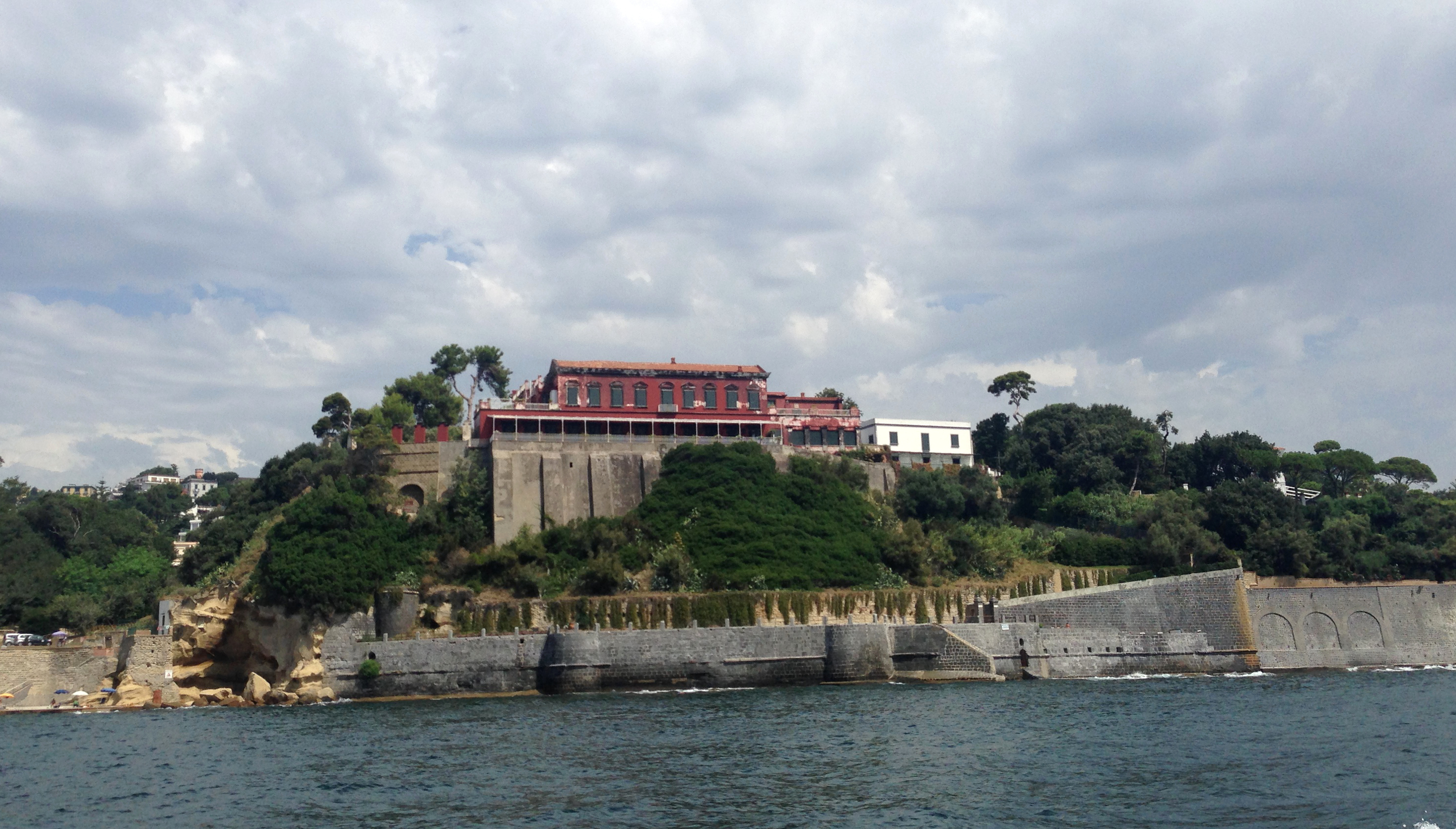
Villa Emma in Neapel vom Meer aus

Die Villa Emma (oder Villa Barracco) ist ein Landhaus aus dem 16. Jahrhundert im Viertel Posillipo von Neapel in der italienischen Region Kampanien. Es liegt neben der Villa Rosebery, der Sommerresidenz des Präsidenten der Republik, in der Discesa Rocce Verdi.

## Geschichte
Giacomo Castellano ließ das Landhaus im 16. Jahrhundert errichten. Später diente es auch militärischen Zwecken; die Vizekönige von Neapel, Íñigo Vélez de Guevara und Don Giovanni d’Austria ließen es 1648 mit zahlreichen Kanonen ausrüsten, um die in der Bucht stationierten Franzosen in die Flucht zu schlagen: Auf Grund dieser Episode wurde die Villa mit dem Namen „Palazzo delle Cannonate“ belegt.

### Bekannte Bewohner
Gegen Ende des 18. Jahrhunderts mietete Jakob Philipp Hackert, ein am Hof von König Ferdinand sehr geschätzter Maler, die Villa als Sommerresidenz. Mitte des 19. Jahrhunderts gehörte sie dem Markgrafen Filippo Marignoli und ihr heutiger Name ist von dem der zweiten Gattin des Adligen, Emma Torelli, abgeleitet.
Kurz vor der Einigung Italiens übernahm der Graf von L’Aquila das Landhaus in seinen Besitz. Später gehörte es verschiedenen weiteren Eigentümern. 1939 kaufte es die Baroness Gabriella Nicolis Barracco (geborene Robilant), die Gattin von Baron Alfonso Barracco; später erbte sie deren Sohn Maurizio Barracco. Auch heute noch gehört die Villa Emma der Familie Barracco.